# Mirjam Bikker
Mirjam Hannah Bikker (Gouda, Países Bajos, 8 de septiembre de 1982) es una abogada y política neerlandesa, miembro del partido Unión Cristiana (CU). Desde enero de 2023, ocupa el cargo de líder del partido y presidenta del grupo parlamentario en la Cámara de Representantes de los Países Bajos. Es la primera mujer en asumir esta posición en la historia de la formación.

## Biografía

### Formación académica y primeros años
Bikker creció en Moordrecht y Nunspeet, y cursó la educación secundaria en Elburg. Estudió Derecho en la Universidad de Utrecht, especializándose en Derecho Constitucional y Administrativo. Durante su etapa universitaria, fue presidenta de la sociedad estudiantil Sola Scriptura, vinculada a la Federación de Estudiantes Reformados Cristianos.

### Carrera política

#### Política municipal
A los 23 años, en 2006, Bikker se convirtió en la candidata principal de la CU en la ciudad de Utrecht. Fue elegida concejala y asumió el liderazgo del grupo municipal. Durante su mandato, destacó por su activismo contra la trata de personas y la prostitución forzada, logrando implementar programas de salida para las trabajadoras sexuales en la ciudad. En 2007, ganó notoriedad nacional al protestar contra una campaña publicitaria que mostraba a una mujer en bikini, considerándola una objetificación de la mujer.

#### Ámbito nacional
En 2015, Bikker fue elegida para la Primera Cámara de los Países Bajos, donde asumió la presidencia de la Comisión de Educación, Cultura y Ciencia. En 2019, fue designada líder del grupo parlamentario en la Primera Cámara. En 2021, fue elegida para la Cámara de Representantes, donde se centró en temas de justicia, salud, ética médica y políticas sociales. En enero de 2023, sucedió a Gert-Jan Segers como líder del partido y presidenta del grupo parlamentario en la Cámara de Representantes, convirtiéndose en la primera mujer en liderar la formación.

## Posturas políticas
Bikker ha abogado por una regulación más estricta de las redes sociales y ha propuesto la prohibición de la publicidad de juegos de azar en línea para proteger la salud mental de los jóvenes. En el ámbito de la justicia, ha impulsado iniciativas para endurecer las penas por delitos de odio y ha liderado esfuerzos para combatir el antisemitismo. En 2024, su propuesta para imponer límites más estrictos a la publicidad de juegos de azar fue aprobada por el parlamento.

## Vida personal
Mirjam Bikker está casada, tiene tres hijos y reside en Gouda. Es miembro de la Iglesia Protestante en los Países Bajos. En su tiempo libre, disfruta de la lectura, la música clásica y la vida familiar. Encuentra inspiración en textos bíblicos como el libro de Ester y en pasajes que resaltan la importancia de la justicia y la compasión en la sociedad.